# Пясъчни хлебарки
Пясъчните хлебарки (Corydiidae) са семейство хлебарки (Blattodea), разделено на пет подсемейства, обхващащи около 40 рода.

## Описание
Пясъчните хлебарки имат изразен полов диморфизъм. Мъжките екземпляри имат крила и достигат на дължина до около 2,5 – 3 cm, а женските са значително по-масивни с дължина около 3 – 4 cm, лишени са от крила (в някои редки случаи имат рудиментни крила) и външно донякъде приличат на мокрици.

## Разпространение и местообитание
Повечето от членовете на семейството обитават сухи области, като най-голямо разнообразие има в Централна Азия, Иран, югозападна Северна Америка, Северна и Южна Африка.

## Класификация
Семейство Пясъчни хлебарки
- Род Anacompsa Shelford, 1910
- Род Bucolion Rehn, 1932
- Род Compsodes Hebard, 1917
- Род Ctenoneura Hanitsch, 1925
- Род Homopteroidea Shelford, 1906
- Род Ipisoma Bolívar, 1893
- Род Ipolatta Karny, 1914
- Род Melestora Stål, 1860
- Род Melyroidea Shelford, 1912
- Род Myrmecoblatta Mann, 1914
- Род Oulopteryx Hebard, 1921
- Род Paralatindia Saussure, 1868
- Род Pholadoblatta Rehn & Hebard, 1927
- Род Zetha Shelford, 1913
- Подсемейство Corydiinae Saussure, 1864
  - Род Anisogamia Saussure, 1893
  - Род Arenivaga Rehn, 1903
  - Род Austropolyphaga Mackerras, 1968
  - Род Eremoblatta Rehn, 1903
  - Род Ergaula Walker, 1868
  - Род Eucorydia Hebard, 1929
  - Род Eupolyphaga Chopard, 1929
  - Род Hemelytroblatta Chopard, 1929
  - Род Heterogamisca Bei-Bienko, 1950
  - Род Heterogamodes Chopard, 1929
  - Род Homoeogamia Burmeister, 1838
  - Род Hypercompsa Saussure, 1864
  - Род Leiopteroblatta Chopard, 1969
  - Род Mononychoblatta Chopard, 1929
  - Род Nymphrytria Shelford, 1911
  - Род Polyphaga Brullé, 1835
  - Род Polyphagina Chopard, 1929
  - Род Polyphagoides Mackerras, 1968
  - Род Therea Billberg, 1820
- Подсемейство Euthyrrhaphinae Handlirsch, 1925
  - Род Euthyrrhapha Burmeister, 1838
- Подсемейство Holocompsinae J.W.H. Rehn, 1951
  - Род Holocompsa Burmeister, 1838
- Подсемейство Latindiinae Handlirsch, in Schroder, 1925
  - Род Buboblatta Hebard, 1920
  - Род Latindia Stal, 1860
  - Род Sinolatindia Qiu, Che & Wang, 2016
- Подсемейство Tiviinae J.W.H. Rehn, 1951
  - Род Sphecophila Shelford, 1907
  - Род Tivia Walker, 1869